# Gare d'Asker
La gare d'Asker est une gare ferroviaire norvégienne située dans le centre-ville de la commune d'Asker dans le comté d'Akershus en Norvège. Elle se trouve à 23,83 km d'Oslo, la capitale.
Considérée de par son affluence comme la 5e gare de Norvège, Asker est en outre un nœud ferroviaire important : c'est au niveau de cette gare que commence la ligne de Spikkestad, mais d'autres lignes permettent également de relier directement plusieurs villes importantes de Norvège que sont Oslo, Bergen, Kristiansand, Drammen et Lillehammer.
Le Flytoget permet une liaison directe entre la gare et l'Aéroport d'Oslo-Gardermoen .

## Histoire
La gare d'Asker est mise en service en 1872, lors de l'ouverture à l'exploitation de la ligne de Drammen. Elle dispose d'un bâtiment construit par l'architecte Georg Andreas Bull.
En 1921, le bâtiment d'origine est remplacé par un édifice dû à Ragnvald Utne du bureau des architectes de la Norges Statsbaner (NSB).
Le bâtiment de la gare est détruit en 1957 et remplacé en 1960 par un nouveau dû également au bureau des architectes de la NSB]. 
En 1998, la gare est réaménagée pour l'arrivée du Flytoget.
Les guichets sont fermés en juillet 2012.

## Service des voyageurs

### Accueil
Halte voyageurs, elle dispose d'un bâtiment avec une salle d'attente, ouverte de 4h15 à 1h45. Elle est équipée d'automates pour l'achat de titres de transport et on y trouve également un kiosque et une mini-banque.

### Desserte
Asker est desservie par le Flytoget, train à grande vitesse circulant entre la gare de Drammen et l'Aéroport international d'Oslo-Gardermoen
Elle est également desservie par des trains grandes lignes des relations  Oslo- Bergen et Oslo- Kristiansand font halte à Asker, par des trains régionaux qui permettent de rejoindre Skien ou Lillehammer.
C'est aussi une importante gare locale ayant des relations avec les gares de Spikkestad, Lillestrøm; Kongsberg, Eidsvoll; Dal, Drammen ou encore Kongsvinger.

### Intermodalité
Des parcs à vélos et des parking pour les véhicules (473 et 171 places) y sont aménagés.
Une gare routière terminal de bus est située dans le prolongement de la gare ferroviaire. 

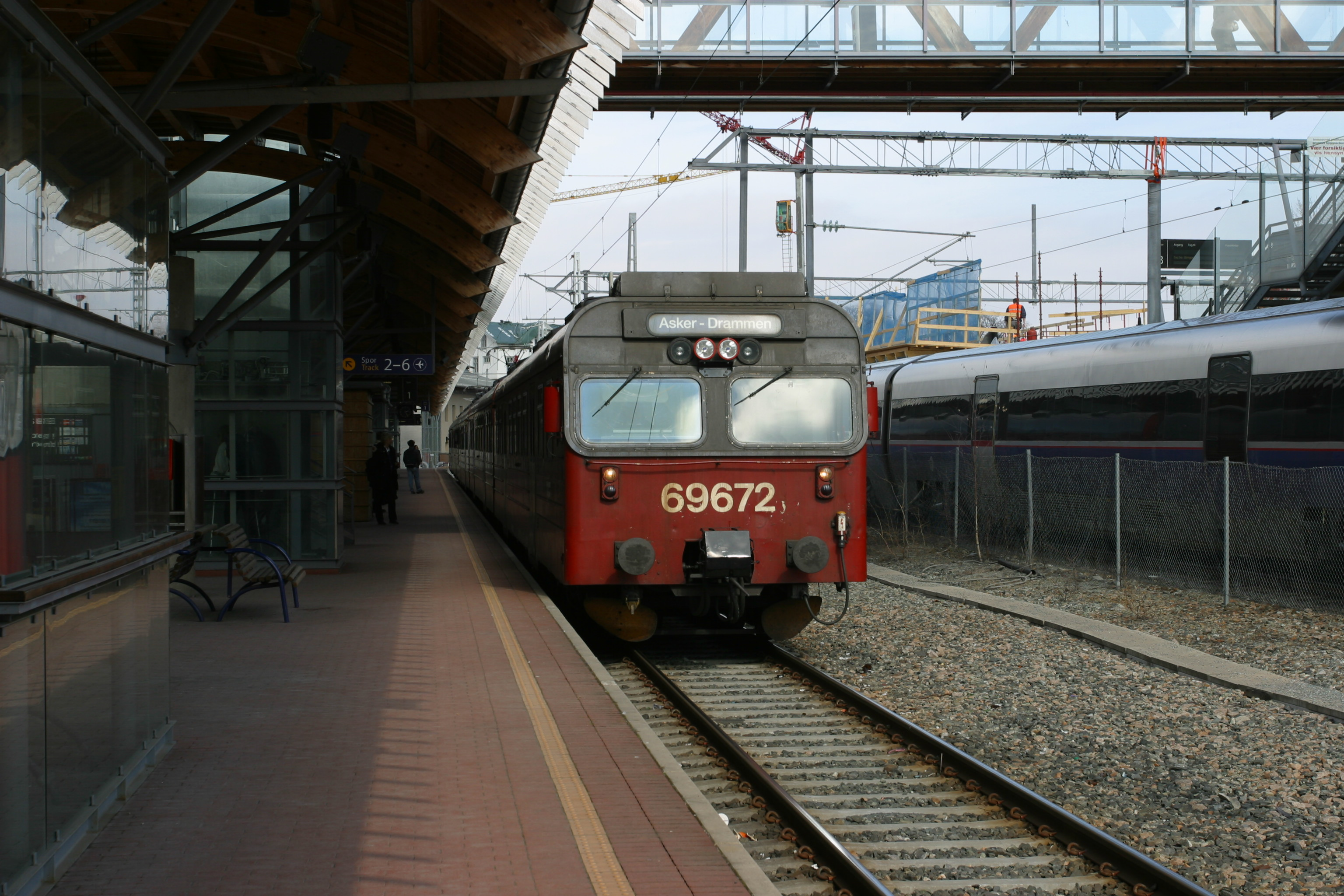
Un train local en partance pour Drammen.
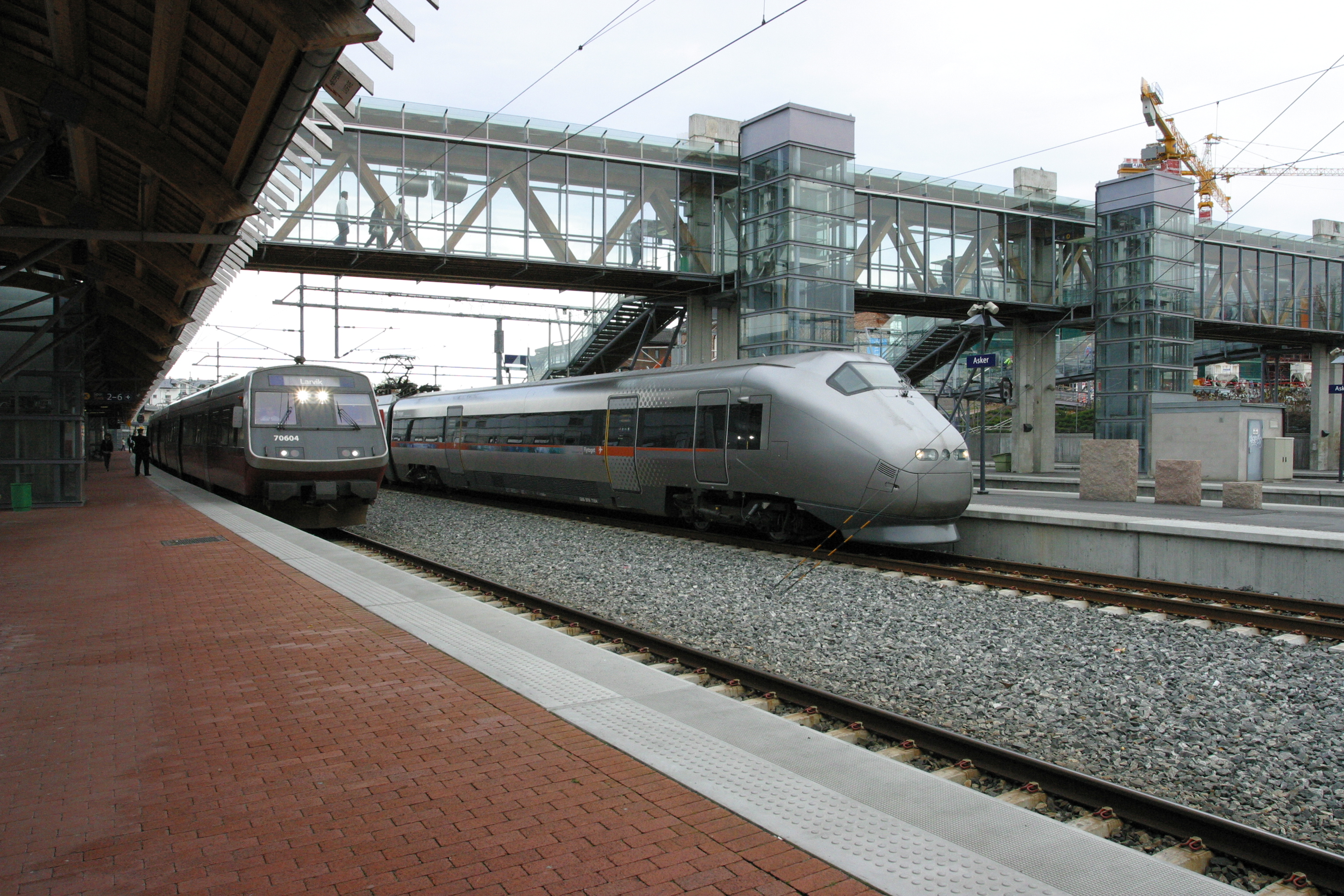
Desserte du Flytoget.
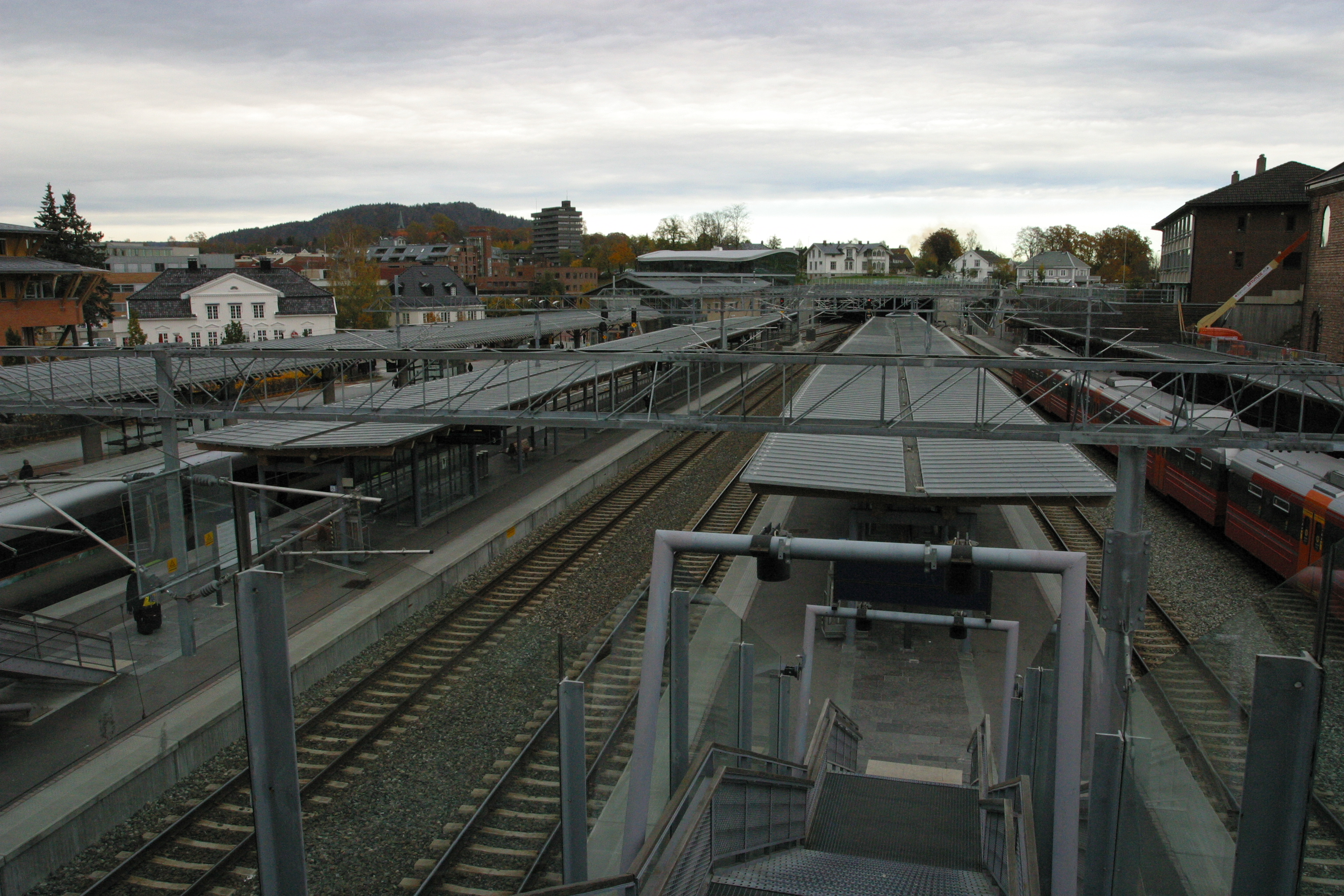
La gare.